# Desaparición de Marshal Iwaasa
Marshal Iwaasa (Lethbridge, Alberta; 3 de enero de 1993) es un hombre canadiense que desapareció el 17 de noviembre de 2019 después de acceder a su almacén en Lethbridge. Su camioneta fue encontrada quemada seis días después en un camino forestal rural cerca de Pemberton, en la Columbia Británica. Tenía 26 años en el momento de su desaparición.

## Antecedentes
Durante su adolescencia, asistió al instituto Winston Churchill de su ciudad natal, Lethbridge. Los investigadores creen que, antes de su desaparición, había estado sometido a estrés durante varios meses. Antes de su desaparición, estudiaba Informática en el Southern Alberta Institute of Technology, el cual abandonó, sin dar parte a su familia, después de ser expedientado y tener un periodo de prueba académica. Iwaasa también dejó de renovar su plan de telefonía móvil sin que su familia lo supiera.

## Desaparición

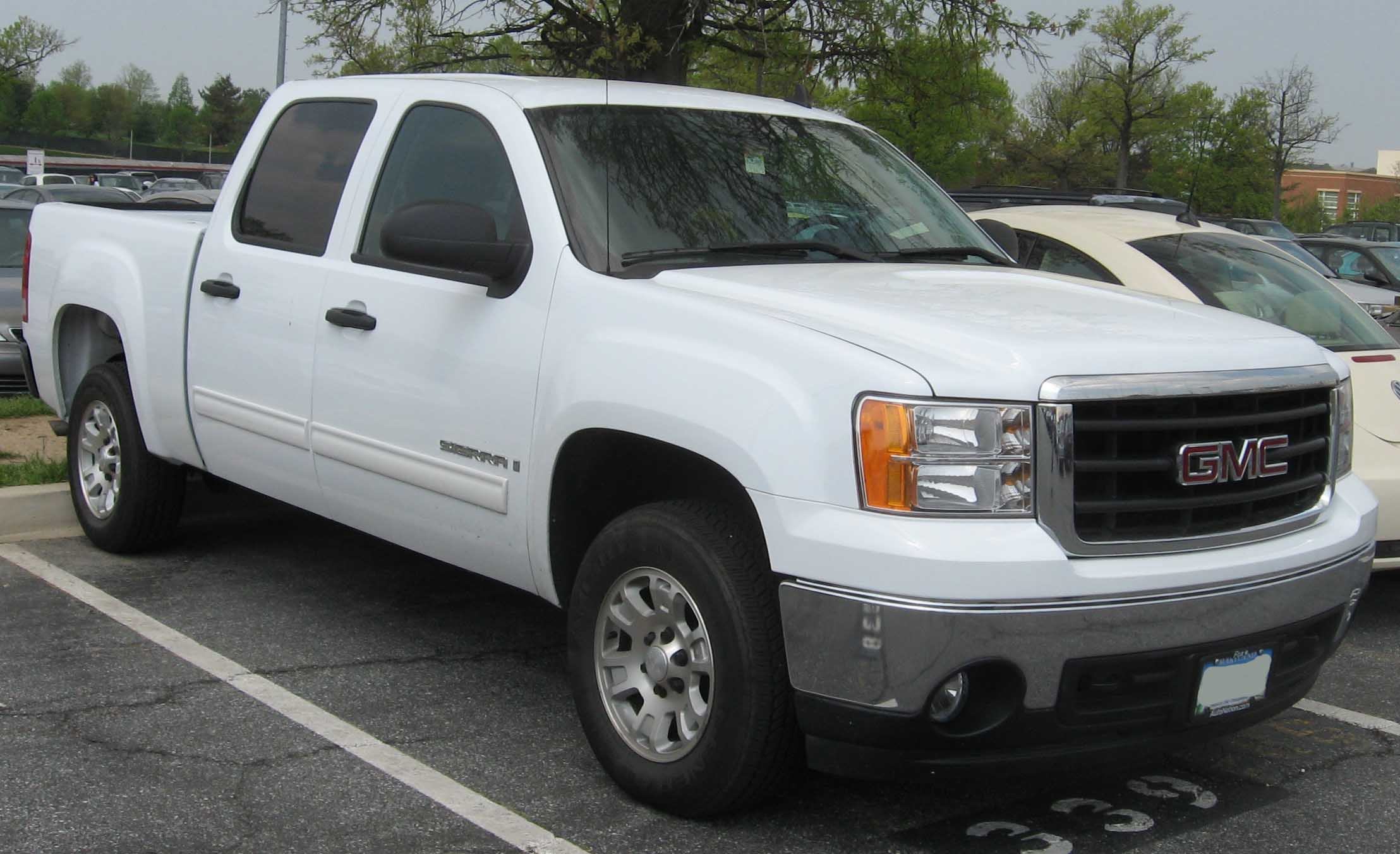
GMC Sierra de 2007, similar (este en blanco) al que conducía Iwaasa en el momento de su desaparición.

Iwaasa desapareció después del 17 de noviembre de 2019, siendo visto por última vez en la residencia de su madre, también en Lethbridge. Iwaasa le dijo a su madre que estaría recuperando equipos informáticos de un armario de almacenamiento compartido antes de regresar a su casa en Calgary. A lo largo de esa noche, el joven hizo múltiples intentos de acceder a su unidad de almacenamiento, finalmente desbloqueándola poco después de las 6 horas de la mañana del 18 de noviembre. Permaneció en el almacén algo más de dos horas y la última vez que se supo de él en la zona fue a las 8:30. Más tarde, su familia denunció su desaparición.
El 23 de noviembre, seis días después de su último avistamiento, unos excursionistas descubrieron la camioneta quemada de Iwaasa al final de una remota carretera forestal que conduce al refugio Brian Waddington, cerca de Pemberton (Columbia Británica), a unas 14 horas en coche. Según su familia, Iwaasa no tenía vínculos aparentes con la zona. Sus efectos personales, entre los que se encontraban documentos de identidad, ropa y aparatos electrónicos dañados, como un ordenador portátil y tres teléfonos móviles rotos, se hallaron esparcidos cerca del vehículo.
La noticia del hallazgo se retrasó hasta el día siguiente porque los excursionistas que encontraron inicialmente el camión carecían de cobertura de telefonía móvil en ese momento. El 25 de noviembre, dos días después de su descubrimiento inicial, la Policía Montada (RCMP) de Pemberton localizó su camión, descrito como un GMC Sierra de 2009 de color azul oscuro. Las discrepancias entre las fotos tomadas por los excursionistas y las tomadas por la RCMP sugerían que la escena había sido manipulada. Tras una visita en 2020 al lugar de los hechos, la familia de Iwaasa observó que a su camioneta le faltaban piezas y que algunos de los objetos encontrados no le pertenecían. A finales de 2023, la camioneta fue retirada de la entrada del sendero Brian Waddington Hut. Para consternación de los familiares de Iwaasa, su camión fue despedazado y trasladado a un vertedero.

## Investigación
Poco después del descubrimiento del vehículo, las autoridades iniciaron su búsqueda, tratando el caso como una investigación de persona desaparecida. En diciembre de 2019, la búsqueda había sido suspendida por las autoridades. En junio de 2020, más de siete meses después de su desaparición, no se había localizado ningún rastro de Iwaasa. La RCMP de Squamish realizó búsquedas con perros, drones y esfuerzos a pie, sin obtener resultados de su paradero.
Simultáneamente, la familia de Iwaasa creó un grupo de Facebook que pronto ganó miles de miembros, para discutir la situación, posibles pistas y voluntarios. También contrataron a un investigador privado, cuya búsqueda tampoco encontró rastro de Iwaasa, pero determinó que la causa del incendio de su camión fue provocado. En agosto de 2020, la familia, que sospechaba de juego sucio, solicitó que su desaparición fuera tratada como un caso criminal. También se reveló que sus tarjetas bancarias no mostraban actividad desde principios de noviembre, incluyendo ninguna compra de gasolina durante todo el viaje. 
A pesar de los esfuerzos de la familia por obtener imágenes de vigilancia de las gasolineras situadas a lo largo de la ruta, los propietarios se negaron a cooperar sin una petición de la policía. Debido a la clasificación no delictiva del caso, los investigadores no examinaron posibles huellas dactilares o ADN en el lugar de los hechos. El Servicio de Policía de Lethbridge emitió un comunicado en el que reconocía la naturaleza sospechosa de la desaparición, pero afirmaba que "no hay pruebas creíbles, corroboradas o convincentes que sugieran juego sucio o que el asunto sea de naturaleza criminal".
En 2022, su desaparición apareció en Never Seen Again, una serie documental de televisión de Paramount+. El caso también ha aparecido en CBS, Discovery+ y varios podcasts. En los últimos años, antes de la desaparición de Iwaasa, también habían desaparecido otros hombres en la misma región de Columbia Británica, dos de los cuales fueron hallados muertos y la Policía Montada de Canadá relacionó su muerte con "comportamientos delictivos". Las autoridades afirmaron que no existía correlación entre estos casos.